# قضية خالد الناطور
خالد صالح إبراهيم الناطور، مواطن أردني الجنسيّة، ولد بتاريخ 13/7/1986، يقطن في مدينة إربد – حي النصر، ويعتبر الابن الأكبر لأسرة مكونة من عشرة أفراد (ثلاثة ذكور وخمس أناث)، يعمَـل والده كَرجل أعمال في النقل والإسكان.
انتقل من اربد إلى العاصمة عمان لغايات العمل والتوسّع في مجال تخصصه الحاسوبي.

## قضيّـة اختفاء خالد الناطور في السعودية
بعد أن أمنت شركة N2V فيزا لمدة شهر غير قابلة للتجديد للسفر من عمان إلى المملكة العربية السعودية وذلك لغايات تدريب الموظفين الجدد في فرع الشركة الآخر، جهز خالد نفسه وودع أهله قبل أن يقوم أصدقاؤه بايصاله لمطار الملكة علياء الدولي - عمان، حيث سافر بكل سهولة وبدون أيّـة عقبات مع أصدقاء العمل إلى الرياض وذلك يوم الأحد الموافق 6/1/2013، وفي لحظة وصولهم للرياض تم القاء القبض عليه من قبل السلطات السعودية. ولم يتسنّ لأحد حتى الآن معرفة أين اعتقل ولماذا، وكل ما عرف هو ما ترويه شقيقته أن عددا من اقاربه الموجودين في السعودية يحاولون التواصل مع الأجهزة الأمنية السعودية، إلا أنهم مُنعوا من زيارته أو معرفة مكانه هناك وتم تحذيرهم من السؤال عنه مرة أخرى.

### ردود فعل الشارع الأردني
لم يصمت الشارع والحراك الأردني وأعرب الناشطون عن احتجاجهم تجاه قضية اختفاء الناطور بطرق مختلفة منها: اعتصام في منطقة الدوار الرابع في محافظة العاصمة عمان بعنوان «كفاكم تواطؤ بصمتكم» واعتصام آخر أمام وزارة الخارجية بعنوان «جاوبنا أو استقيل»، وتم القيام بتشكيل سلسلة بشرية أمام المركز الوطني لحقوق الإنسان اعتراضاً على عدم التحرّك الدولي تجاه هذي القضية.
وقد تم تداول مجموعة من الصور لخالد الناطور في مجموعة من الاعتصامات عبر مواقع التواصل الاجتماعي، كان أحدها اعتصام امام مبنى السفارة السعودية في الأردن احتجاجا على الدعم العسكري السعودي في أحداث البحرين، مشيرين أن هذا هو سبب اعتقال الناطور.
تقول دعاء الناطور شقيقة خالد: «صدر العديد من الصور، معظمها ملفقة، حتى الآن لا ندري سبب اعتقاله، خالد كان يهتم بقضايا المجتمع بشكل عام، وبكل ما يمس كرامة المواطن وحاجاته وواجباته».
كما ًأنشأ ناشطون حملة تتضمن جمع تواقيع على عريضة تطالب بالإفراج الفوري عن الناطور الذي غادر الأردن بتاريخ 6/1/2013 متجها إلى السعودية بفيزا عمل لمدة شهر حصل عليها بالطرق القانونية، ومنذ ذلك الحين تحتجزه السلطات السعودية دون أي سند قانوني بعد ما أن تم اعتقاله من المطار فور وصوله، ولا أحد يعلم مكانه حتى الآن، بالرغم من تكرار استفسار وسائل الاعلام المختلفة إلّا ان الجانب السعودي رفض توضيح مكان واسباب اعتقاله.
وقامت مجموعة أخرى من الناشطين السياسيين بإرسال رسائل عبر البريد الإكتروني لكافة السفارات السعودية في العالم وبلغات عدة تستنكر حجز الناطور مُطالبةً الإفراج عنه.

### موقف الحكومة الأردنية
انتقد مقربون من خالد الناطور مماطلة وزارة الخارجيّة الأردنيّـة وتلكؤها في متابعة قضية اعتقاله من قبل السلطات السعوديّة، وأن وزارة الخارجيّة الأردنية رفضت الكشف عن أيّة معلومات حول أسباب وتفاصيل اعتقال الناطور، رغم انّهم تقدّموا باستدعاء لغايات معرفة ظروف اعتقاله، وأعربوا عن استيائهم من طريقة التجاهل التي يبديها المعنيّون تجاه استفساراتهم وأوضحوا أنّ الناطق باسم وزارة الخارجيّة -حينها- صباح الرفاعي رفضت الإجابة بشكل مباشر عن استفساراتهم حول تصريحات السفير الأردني في السعوديّة لصحيفة الدستورالأردنية، والتي قال فيها إنه سيتم حلّ قضيّة الناطور خلال يومين، حيث قالت الرفاعي أن صياغة الخبر جاءت على النحو الذي أرادته الصحيفة ولا يعبّر عن موقف رسمي، إلا أن بعد مرور فترة ليست بالقصيرة وبعد تحرّك الشارع الأردني أبدت الخارجية الأردنيّـة اهتمامها باختفاء الناطور لكن لم يعطِ أي معلومات وافية لأهل الناطور ولم تتمكن من التواصل معه.

### موقف المنظمات العالمية
دعت المنظمات السعودية إلى «توضيح حيثيات اعتقال الناطور، وضمان حمايته من التعذيب أو أي من صنوف المعاملة السيئة وان يمنح الحق بالتواصل مع عائلته أو محاميه أو من يختاره، إضافة إلى توفير أي عناية طبية يحتاجها».

#### هيومن رايتس
طالبت منظمة هيومن رايتس ووتش في رسالة بعثتها إلى وزير الداخلية السعودي الأمير محمد بن نايف السلطات السعودية بالإفراج الفوري عن المواطن الأردني خالد الناطور المحتجز هناك منذ السادس من شهر كانون الثاني (يناير) الماضي بدون وجود توضيحات حول ظروف وتفاصيل احتجازه.
واستندت المنظمة بتفاصيل قضية الناطور إلى أحد أقاربه الذي قام بمخاطبتها، مشيرة في رسالتها إلى أن المادة 14.3 من الميثاق العربي لحقوق الإنسان الذي وقعت عليه السعودية تنص على أنه «يجب إبلاغ كل شخص يتم توقيفه بلغة يفهمها بأسباب ذلك التوقيف لدى وقوعه كما يجب إخطاره فورا بالتهمة أو التهم الموجهة إليه وله الحق في الاتصال بذويه».
وجاء في تفاصيل الرسالة: «نكتب إلى سموكم لطلب معلومات عن مكان وحالة خالد الناطور، 27 عاماً، وهو مواطن أردني احتجزته السلطات السعودية بمطار الملك خالد الدولي بالرياض في 6 كانون الثاني (يناير) 2013، طبقاً لما توفر لدينا من معلومات، فهو محتجز بمعزل عن العالم الخارجي منذ ذلك التاريخ ولم تعلن السلطات عن أية معلومات بشأن أسباب القبض عليه أو مكانه وحالته، إننا ندعو السلطات السعودية إلى الإفراج عنه أو أن توجه إليه السلطات المعنية الإتهام أمام المحكمة إذا كانت ثمة أدلة على مسؤوليته عن أية جرائم».

#### الصليب الأحمر
فشل الصليب الأحمر بإيصال رسالة كانت شقيقة خالد، دعاء الناطور، قد سلّمتها لإيصالها إلى شقيقها الذي غادر إلى الرياض يوم 6/1/2013 في زيارة عمل، غير أن السلطات السعودية قامت باحتجازه فور وصوله المطار.
الرسالة انتقلت من مكتب الصليب الأحمر في عمّان إلى جمعيّة الهلال الأحمر الكويتي، الذي سلّمها بدوره إلى جمعيّة الهلال الأحمر في السعوديّة، غير أنّ الأخيرة طلبت من أقارب الناطور في السعوديّة الحضور لاستلام الرسالة، عوضاً عن تسليمها لخالد أو إعادتها إلى مرسلها، كما يفترض بها أن تفعل.

#### المركز الوطني لحقوق الإنسان
بعد فشل الصليب الأحمر في إيصال رسالة من شقيقته، لَـم ينجح المركز الوطني لحقوق الإنسان أيضا في تحقيق وعوده حول السماح للناطور بإجراء مكالمة هاتفية مع أهله.

### المواد القانونية التي تم انتهاكها بقضية خالد الناطور
- المادة (9) من الإعلان العالمي لحقوق الإنسان 1948- "لا يجوز اعتقال أي إنسان أو حجزه أو نفيه تعسفا.[4]
- المادة 9 من العهد الدولي الخاص بالحقوق المدنية والسياسية 1976 «لكل فرد حق في الحرية وفي الأمان على شخصه. ولا يجوز توقيف أحد أو اعتقاله تعسفا. ولا يجوز حرمان أحد من حريته إلا لأسباب ينص عليها القانون وطبقا للإجراء المقرر فيه» [5]

الاتفاقية الدولية لحماية جميع الأشخاص من الاختفاء القسري عام 2006 
- المادة 14/1 والتي تنص على انه: «تتعهد الدول الأطراف بأن تقدم كل منها للأخرى أكبر قدر ممكن من المساعدة القضائية في كل تحقيق أو إجراء جنائي يتصل بجريمة اختفاء قسري، بما في ذلك ما يتعلق بتقديم جميع عناصر الإثبات المتاحة لديها والتي تكون لازمة لأغراض الإجراء.»
- المادة 17/1 والتي تنص على انه: «لا يجوز حبس أحد في مكان مجهول»
- المادة 17/د والتي تنص على: «ضمان حصول كل شخص يحرم من حريته على إذن للاتصال بأسرته أو محاميه أو أي شخص آخر يختاره، وتلقي زيارتهم، رهنا فقط بمراعاة الشروط المنصوص عليها في القانون، وضمان حصول الأجنبي على إذن للاتصال بالسلطات القنصلية لدى بلده وفقا للقانون الدولي الواجب التطبيق»
- المادة 9/2 من العهد الدولي الخاص بالحقوق المدنية والسياسية والتي تنص على انه: «يتوجب إبلاغ أي شخص يتم توقيفه بأسباب هذا التوقيف لدى وقوعه كما يتوجب إبلاغه سريعا بأية تهمة توجه إليه»
- المادة 9/4 من العهد الدولي الخاص بالحقوق المدنية والسياسية: «لكل شخص حرم من حريته بالتوقيف أو الاعتقال حق الرجوع إلى محكمة لكي تفصل هذه المحكمة دون إبطاء في قانونية اعتقاله، وتأمر بالإفراج عنه إذا كان الاعتقال غير قانوني»

بعض المبادئ الدستورية التي نص عليها الدستور الأردني لسنة 2012، وبخاصة: 
- نص المادة 7/2 «كل اعتداء على الحقوق والحريات العامة أو حرمة الحياة الخاصة للأردنيين جريمة يعاقب عليها القانون»
- نص المادة 8/1 «لا يجوز أن يقبض على أحد أو يوقف أو يحبس أو تقيد حريته إلا وفق أحكام القانون»
- 2/1 من العهد الدولي الخاص بالحقوق المدنية والسياسية: «تتعهد كل دولة طرف في هذا العهد باحترام الحقوق المعترف بها فيه، وبكفالة هذه الحقوق لجميع الأفراد الموجودين في إقليمها والداخلين في ولايتها، دون أي تمييز بسبب العرق، أو اللون، أو الجنس، أو اللغة، أو الدين، أو الرأي سياسيا أو غير سياسي، أو الأصل القومي أو الاجتماعي، أو الثروة، أو النسب، أو غير ذلك من الأسباب.»
- المادة 12/2 من الاتفاقية الدولية لحماية جميع الأشخاص من الاختفاء القسري: «متى كانت هناك أسباب معقولة تحمل على الاعتقاد بأن شخصا ما وقع ضحية اختفاء قسري، تجري السلطات المختصة تحقيقا حتى لو لم تقدم أية شكوى رسمية.»

### الإفراج عن خالد الناطور
في يوم الاثنين الموافق 1/4/2013 أكدت دعاء الناطور، شقيقة خالد الناطور، الذي احتجز لدى السلطات السعودية لأكثرمن 86 يوماً، ان وزير الخارجية الأردنية ناصر جودة أبلغها رسميا بصدور كتاب الإفراج عن خالد، حيث من المقرّر ترحيله إلى الأردن في أية لحظة، قال وزير الخارجية الأردنية ناصر جودة في تصريحات خاصة للوكالات الإخبارية عصر الخميس الموافق 4/4/2013 ان الناطور سيصل الأردن يوم الأحد الموافق 7/4/2013 بعد ان ابلغته السلطات السعودية بقرار الإفراج.

## وصلات خارجية
- خبر| اعتقال الناطور بتهمة ذم وقدح ملك السعودية
- فيديو| اعتصام أمام المركز الوطني لحقوق الإنسان
- لماذا تحتجز السعودية خالد الناطور نسخة محفوظة 11 أبريل 2014 على موقع واي باك مشين.
- صفحة التضامن على الفيس بوك   على فيسبوك.
- العريضة| أطلقوا الأسير خالد الناطور من سجون السعودية!